# Tout, tout de suite (film, 2016)
Pour plus de détails, voir Fiche technique et Distribution.
Tout, tout de suite est un film dramatique policier luxembourgo-belgo-français coécrit et réalisé par Richard Berry, sorti en 2016.
Il s'agit de l'adaptation du roman du même nom de Morgan Sportès, lui-même inspiré de faits réels (affaire du gang des barbares), publié en 2011 et qui a obtenu le prix Interallié la même année.

## Synopsis
En 2006, Youssouf Fofana et ses acolytes, qui se baptisent eux-mêmes « le gang des barbares », enlèvent Ilan Halimi dans l'espoir d'obtenir une rançon en échange de sa libération. Séquestrée et torturée pendant des semaines, la victime mourra finalement de ses blessures.

## Fiche technique
- Titre original : Tout, tout de suite
- Titre international : Everything Now
- Réalisation : Richard Berry
- Scénario : Richard Berry et Morgan Sportès, d'après Tout, tout de suite de Morgan Sportès
- Décors : François-Renaud Labarthe
- Costumes : Magdalena Labuz
- Photographie : Jean-Paul Agostini
- Son : Philippe Kohn, Michel Schillings et Nicolas Tran Trong
- Montage : Mickaël Dumontier
- Musique : Harry Escott
- Casting : Christel Baras et Katja Wolf
- Effets visuels : Compagnie Générale des Effets Visuels
- Laboratoires : Technicolor
- Producteurs : Alain Goldman et Thomas Langmann
- Producteur délégué : Daniel Delume
- Producteur exécutif : Michaël Goldberg
- Coproducteurs : Nadia Khamlichi, Adrian Politowski et Gilles Waterkeyn
- Sociétés de production : La Petite Reine, Boucan Films, Proximus, Umedia, Bidibul Productions et Nexus Factory
- Soutiens à la production : Wallimage
- Sociétés de distribution : Mars Distribution et Légende Films
- Pays de production :  France /  Belgique /  Luxembourg
- Lieux de tournage :  Côte d'Ivoire /  France /  Belgique /  Luxembourg
- Langue originale : français
- Format : couleur, 2.35:1
- Genre : drame policier
- Durée : 114 minutes
- Dates de sortie[1] : Belgique, France, Luxembourg : 11 mai 2016
- Budget : 7.38M€[2]
- Box-office France : 16 342 entrées

## Distribution
- Richard Berry : Didier Halimi
- Steve Achiepo : Youssouf Fofana
- Marc Ruchmann : Ilan Halimi
- Idit Cebula : Ruth Halimi
- Matila Malliarakis : Suze
- Romane Rauss : Zelda
- Djibril Gueye : Cappuccino
- Stéphane Fourreau : un policier
- Alexandre Boumbou : le père de Youssouf Fofana
- Alexandre Picot : un policier de la police criminelle
- Pascale Louange : La psychologue
- Morgane Nairaud : Agnès
- Édouard Giard : Tête de craie
- Rabah Nait Oufella : Kid
- Arnon Ardruber : Policier Crime 4
- Hedi Bouchenafa : Sniper
- Idrissa Diabaté : Un geôlier
- Nilton Martins : Policier Bagneux
- Xin Wang : Vichara
- John Sehil : Patrice
- Cyril Mendy : Un geôlier
- Narcisse Mame : Un geôlier

## Production

### Attribution des rôles
La distribution de Tout, tout de suite comprend essentiellement des inconnus : « un mélange de casting sauvage, de jeunes acteurs entre 17 et 22 ans, selon Richard Berry. Le seul acteur un peu connu, c'est moi : je vais jouer le papa d'Ilan Halimi ».

### Tournage
Richard Berry et son équipe de tournage commencent à tourner au printemps 2014 dans Paris (notamment à la porte d'Orléans), dans Bruxelles et au Luxembourg.